# Arnoflodens översvämning 1966

Arnoflodens översvämning 1966 (italienska: Alluvione di Firenze del 4 novembre 1966) orsakades av ett skyfall som den 4 november 1966 fick vattennivån i Arnofloden i Italien att stiga med sex meter. Hela staden Florens blev översvämmad, och 66 människor dödades, 14 000 blev hemlösa och flera svåra skador på konstverk och kulturhistoriskt viktiga byggnader inträffade.

### Fotnoter
1. ↑  ”Florens”. World of Marie. Arkiverad från originalet den 17 augusti 2016. https://web.archive.org/web/20160817092831/http://www.worldofmarie.com/reseguide/italien/florens.htm. Läst 27 september 2014.
2. ↑  ”Konst utan långa köer”. Kristianstadsbladet. 13 februari 2004. https://www.kristianstadsbladet.se/resor/konst-utan-langa-koer/. Läst 27 september 2014.